# Ижаковский, Станислав Вячеславович
Станисла́в Вячеславович Ижако́вский (бел. Станіслаў Вячаслававіч Іжакоўскі; род. 22 августа 1994, Гомель) — белорусский футболист, защитник гомельского «Локомотива».

## Клубная карьера
Карьеру начал в составе «Гомеля», с 2011 года играл за дубль. В 2012 году вместе с командой стал победителем чемпионата дублеров. В сезонах 2013 и 2014 продолжал играть за дубль, однако стал временем привлекаться к основному команды. 30 ноября 2014 года дебютировал в основном составе «Гомеля» в Высшей лиге в матче последнего тура против минского «Динамо», выйдя на замену в компенсированное время.
По окончании сезона 2014 «Гомель» оставил значительное количество игроков, и несколько дублеров, в том числе Ижаковский, были переведены в основную команду. Сезон 2015 начал уже одним из основных центральных защитников «Гомеля». В июне некоторое время не попадал в основной состав, но потом снова закрепился в центре обороны гомельчан. В сезоне 2016 года продолжал быть основным защитником, а 5 ноября 2016 года в матче последнего тура Первой лиги забил свой первый гол за «Гомель», который принес клубу победу над «Ошмянами» и первое место в турнире.
В феврале 2017 года отправился на просмотр в «Белшину» и в итоге был арендован бобруйском клубом. Закрепился в качестве основного защитника. По окончании сезона в декабре 2017 года вернулся в «Гомель».
В начале 2018 года тренировался с «Гомелем» и гомельским «Локомотивом», а в феврале присоединился к микашевичскому «Граниту». В марте 2019 года присоединился к речицкому «Спутнику», с которым в апреле подписал контракт. Смог закрепиться в стартовом составе речицкого клуба. В январе 2020 года стало известно, что защитник останется в «Спутнике» на сезон 2020. В 2020 году продолжал быть игроком основного состава, помог команде выйти в Высшую лигу.
В июле 2021 года, после вылета «Спутника» из Высшей лиги, он перешёл в «Шахтёр» (Петриков). Стал игроком стартового состава. В декабре 2021 года покинул клуб.
7 февраля 2022 года перешёл в рогачевский «Макслайн».
В январе 2023 года футболист проходил просмотр в «Гомеле». В феврале 2023 года футболист официально перешёл в гомельский клуб, подписав контракт до коца сезона. В январе 2024 года футболист покинул клуб.

## Международная карьера
Выступал за юношескую сборную Беларуси (до 19 лет). 11 июня 2015 года дебютировал за молодёжную сборную Беларуси в товарищеском матче против Англии.

## Статистика
| Сезон    | Дивизион | Клуб              | Страна                    | Матчи | Голы |
| -------- | -------- | ----------------- | ------------------------- | ----- | ---- |
| 2011     | дубль    | Гомель            | Флаг Беларуси (1995—2012) | 29    | 0    |
| 2012     | дубль    | Гомель            | Флаг Беларуси             | 26    | 0    |
| 2013     | дубль    | Гомель            | Флаг Беларуси             | 29    | 0    |
| 2014     | Д1       | Гомель            | Флаг Беларуси             | 1     | 0    |
| 2015     | Д1       | Гомель            | Флаг Беларуси             | 20    | 0    |
| 2016     | Д2       | Гомель            | Флаг Беларуси             | 22    | 1    |
| 2017     | Д2       | Белшина           | Флаг Беларуси             | 28    | 0    |
| 2018     | Д2       | Гранит            | Флаг Беларуси             | 27    | 2    |
| 2019     | Д2       | Спутник (Речица)  | Флаг Беларуси             | 24    | 1    |
| 2020     | Д2       | Спутник (Речица)  | Флаг Беларуси             | 21    | 0    |
| 2021 (1) | Д1       | Спутник (Речица)  | Флаг Беларуси             | 15    | 0    |
| 2021 (2) | Д2       | Шахтёр (Петриков) | Флаг Беларуси             | 19    | 0    |